# Кубок Меланезии по футболу 1996
Кубок Меланезии 1996 года был шестым чемпионатом Меланезии. Он собрал в Папуа — Новой Гвинее трёх участников: Соломоновы Острова, Папуа — Новую Гвинею и Вануату. Кубок впервые выполнял функции первого этапа отборочного турнира чемпионата мира по футболу 1998 года в тихоокеанской континентальной зоне.  Фиджи и  Новая Каледония не участвовали в этом розыгрыше.
Команды встречались по одному разу каждая с каждой,  Папуа — Новая Гвинея впервые выиграла кубок Меланезии и вышла во второй этап отборочного турнира чемпионата мира.  Соломоновы Острова, занявшие второе место, вышли в стыковой матч первого этапа отборочного турнира чемпионата мира.
Все матчи были сыграны в городе Лаэ.

## Результаты
| Команда              | И | В | Н | П | МЗ | МП | О |
| -------------------- | - | - | - | - | -- | -- | - |
| Папуа — Новая Гвинея | 2 | 1 | 1 | 0 | 3  | 2  | 4 |
| Соломоновы Острова   | 2 | 0 | 2 | 0 | 2  | 2  | 2 |
| Вануату              | 2 | 0 | 1 | 1 | 2  | 3  | 1 |

| 16 сентября 1996     | \| Папуа — Новая Гвинея \| 1 — 1 \| Соломоновы Острова \| \| Ричард Дэниэл, 15 \| Голы \| Эдди Рукумана, 71 \| | Стадион: Игнатиус Килаге, Лаэ Зрителей: 4 500 Судья: Юджин Браззал |
| Папуа — Новая Гвинея | 1 — 1 | Соломоновы Острова                                                 |
| Ричард Дэниэл, 15    | Голы | Эдди Рукумана, 71                                                  |

| 18 сентября 1996   | \| Соломоновы Острова \| 1 — 1 \| Вануату \| \| Ноэл Берри, 16 \| Голы \| Ию Туан Наукут, 37 \| | Стадион: Игнатиус Килаге, Лаэ |
| Соломоновы Острова | 1 — 1                                                                                           | Вануату                       |
| Ноэл Берри, 16     | Голы                                                                                            | Ию Туан Наукут, 37            |

| 20 сентября 1996  | \| Вануату \| 1 — 2 \| Папуа — Новая Гвинея \| \| Реджинал Гаро, 27 \| Голы \| Бэтман Фуриги, 88 Рой Каранг, 89 \| | Стадион: Игнатиус Килаге, Лаэ    |
| Вануату           | 1 — 2 | Папуа — Новая Гвинея             |
| Реджинал Гаро, 27 | Голы | Бэтман Фуриги, 88 Рой Каранг, 89 |